# Dhawee Umponmaha
Dhawee Umponmaha, född den 15 november 1959 i Amphoe Mueang Rayong, är en thailändsk boxare som tog OS-silver i lätt welterviktsboxning 1984 i Los Angeles. Han förlorade i finalen med 0-5 mot amerikanen Jerry Page.